# Döhnsdorf
Koordinaten: 54° 17′ 40″ N, 10° 43′ 55″ O

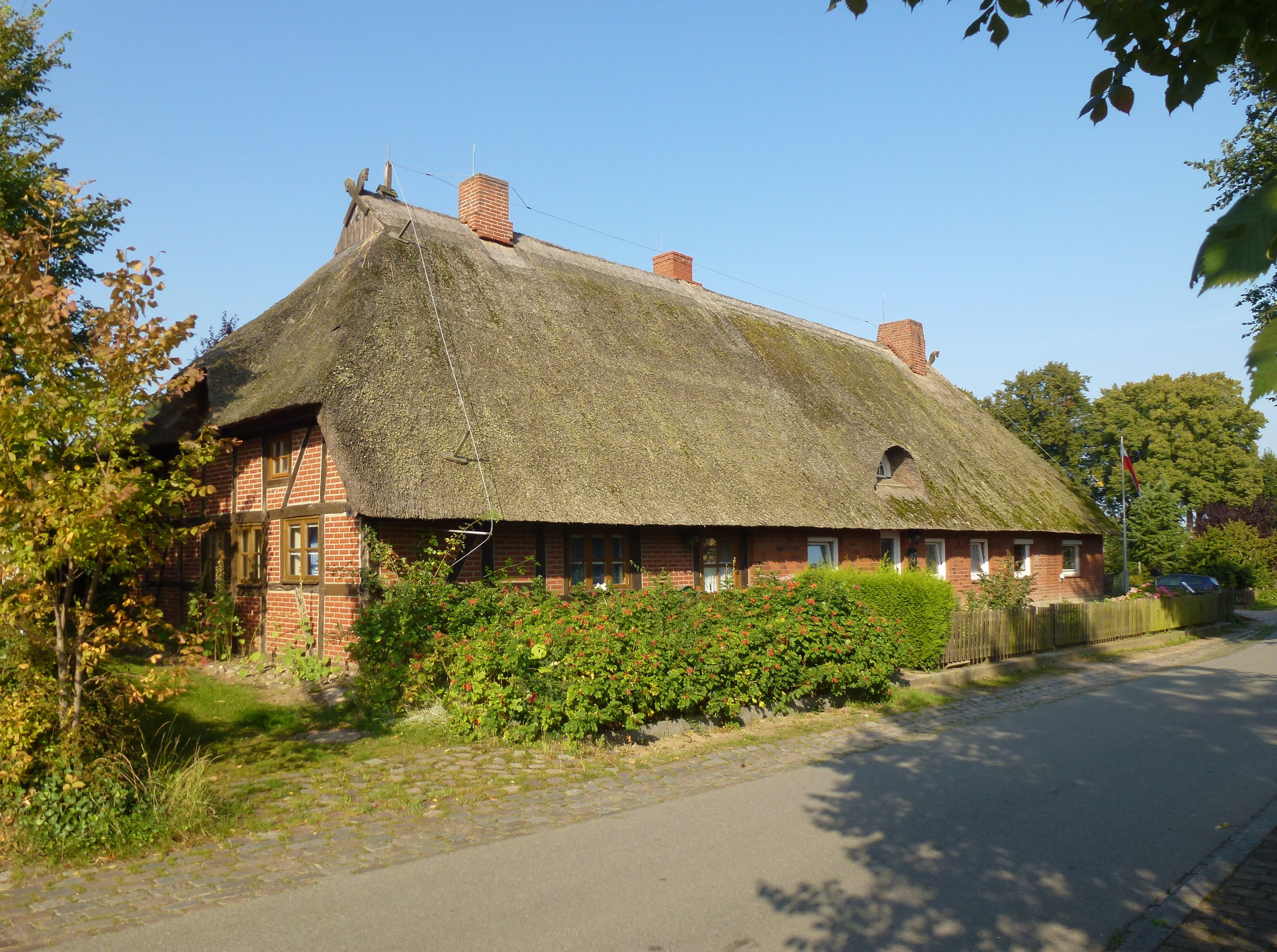
Döhnsdorf, Dorfstrasse, Bauernhaus „Nogelkassen“ aus dem 18. Jahrhundert

Döhnsdorf (niederdeutsch Döhnsdörp) ist ein Dorf nahe der B 202 in der Gemeinde Wangels im Kreis Ostholstein in Schleswig-Holstein.

## Geschichte

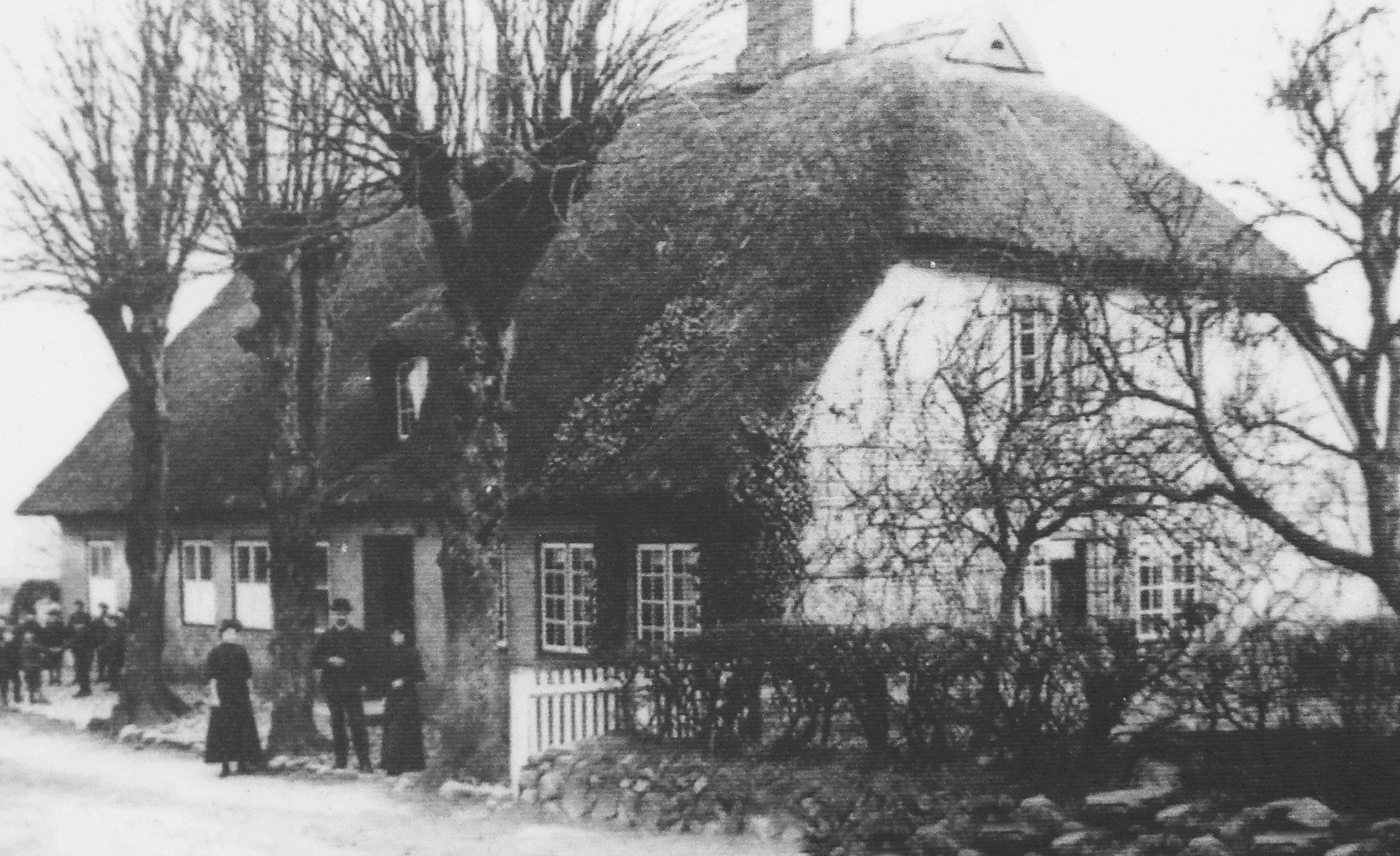
Die alte Schule, 1914

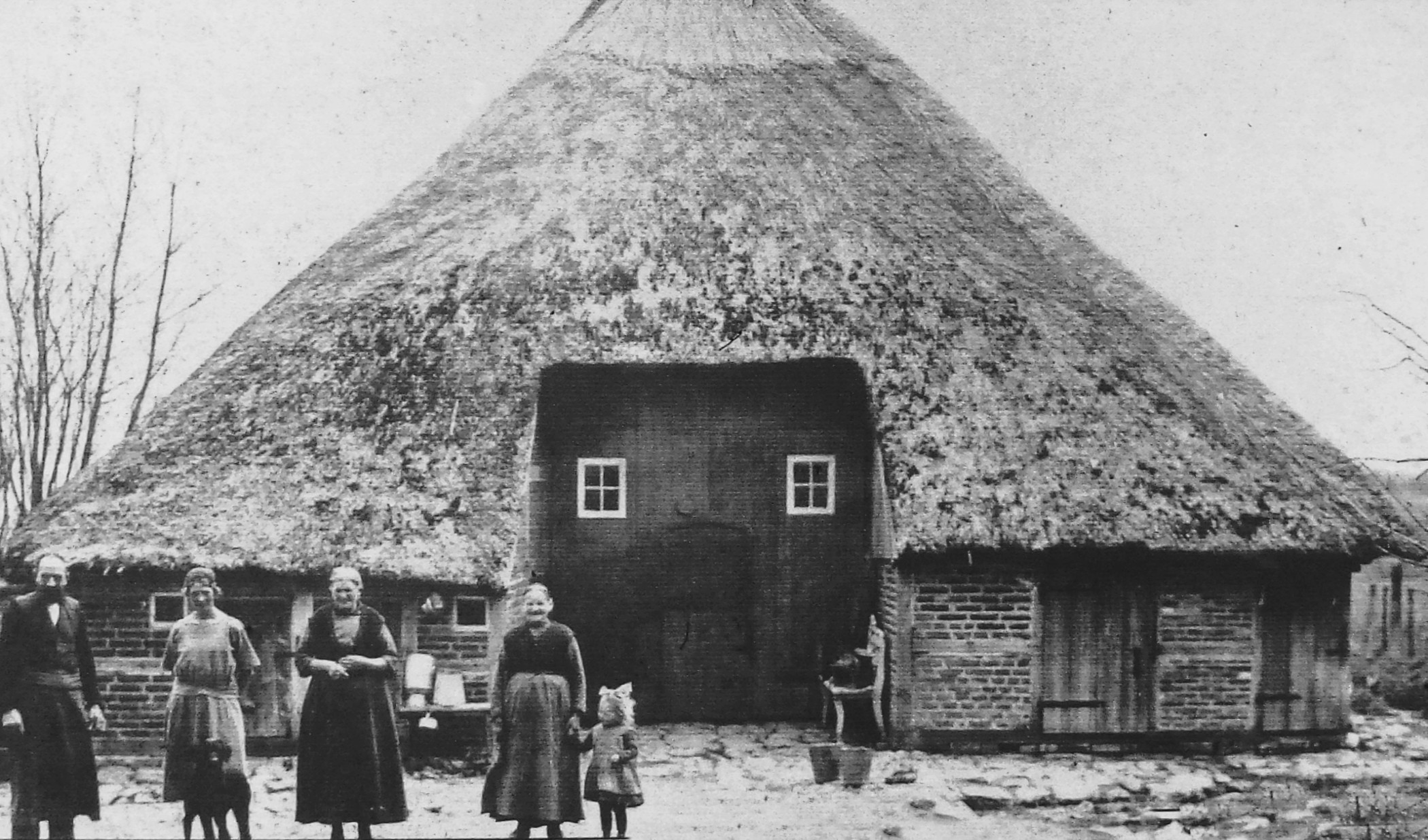
Das Handwerkerhaus von 1793

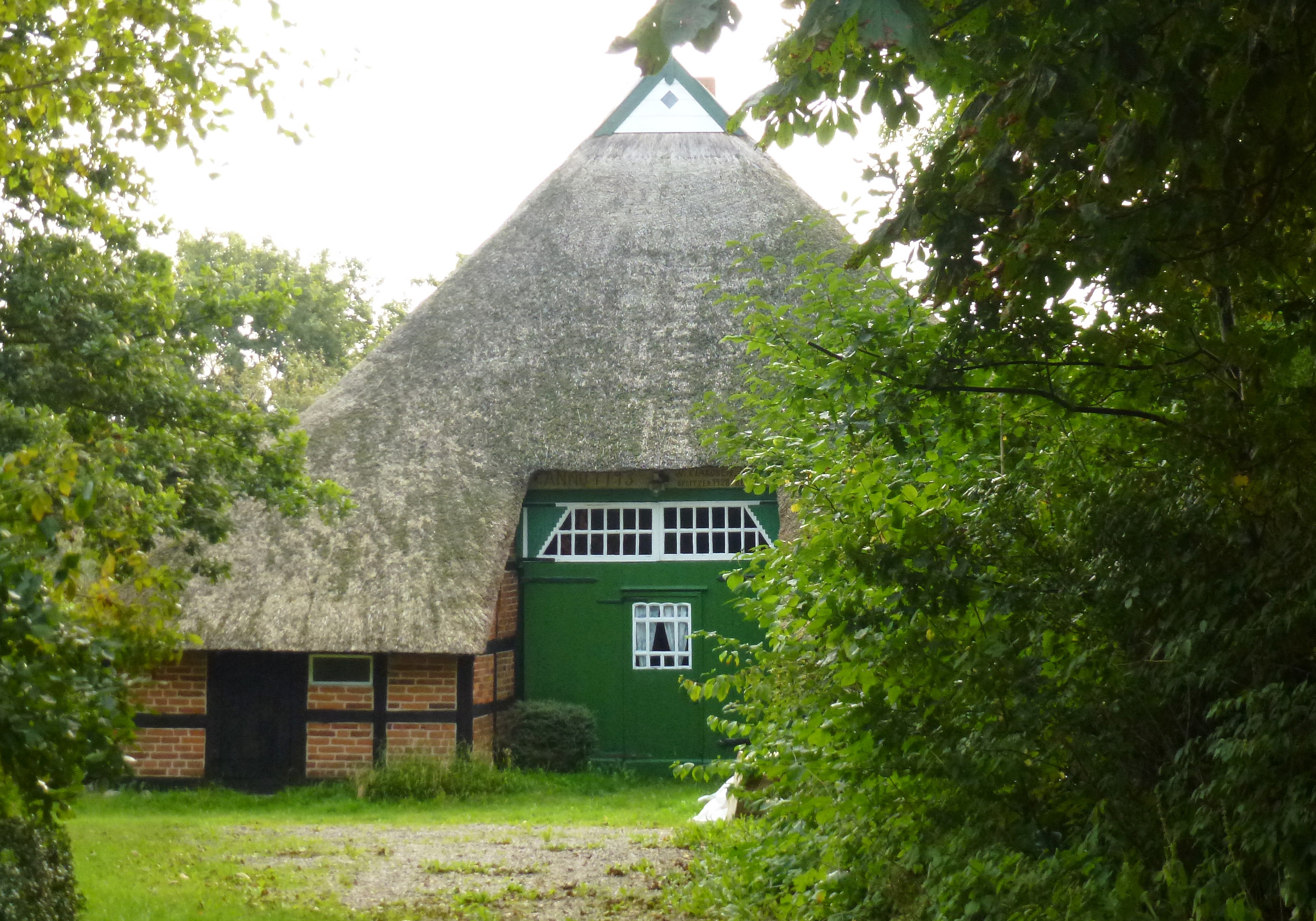
Das Handwerkerhaus, 2012

Döhnsdorf wurde vermutlich um 1200 herum gegründet. Schriftliche Quellen gibt es jedoch nicht. Döhnsdorf kann von einem Lokator besiedelt worden sein, dessen Name (Dörp- des Dönies) sich von „Antonius“ ableiten lässt. Der Ort wird erstmals 1329 erwähnt als Elerus de Donestorpe und 1330 als Luderus de Donestorpe sowie 1340 in villis... Donestorpe. Zur Namensgebung gibt es mehrere Theorien, eine davon stellt die Verbindung zu Dünen her, eine andere meint, dass Neusiedler den Ortsnamen aus ihrer alten Heimat mitbrachten.
Im frühen Mittelalter ließ der in Döhnsdorf eingesetzte Ritter zum Schutz der Bauern einen Wehrturm errichten. Die Anlage ist heute als Döhnsdorfer Burg bekannt. Um 1440 gehörte Döhnsdorf zum Besitz des Ritters Gottschalk von Ahlefeldt. 1607 wurde Döhndorf ein Teil des neu gegründeten Gutes Weißenhaus und blieb in dessen Besitz bis 1928. Danach wurden die zum Gut Weißenhaus gehörenden Anwesen in Döhnsdorf an die Höfebank in Kiel zu Siedlungszwecken verkauft. Erst danach konnten die Bauern Eigentümer ihrer Höfe werden.

## Historische Bebauung
Nach dem Verkauf des Dorfes an die Höfebank wurden 1930 folgende Stellen geschaffen: fünf Hufenstellen, eine Krugstelle, vier Katenstellen und 14 Instenstellen.
Entlang der Dorfstraße stehen einige kulturhistorisch interessante Gebäude.
- Bauernhaus „Nogelkassen“, eine Instenstelle aus dem 18. Jahrhundert, Baujahr unbekannt.
- Handwerkerhaus, Baujahr 1793, ist das älteste im Original erhaltene Haus in Döhnsdorf.
- Hufe aus dem 18. Jahrhundert, Baujahr unbekannt, noch heute in Familienbesitz.
- Die alte Schule, Baujahr 1830, wurde 1968 für Unterrichtszwecke geschlossen und 1971 verkauft.

## Döhnsdorf in neuerer Zeit
Jahr 1830 wurde die Döhnsdorfer Schule eröffnet. Sie bestand bis 1968 und die verbliebenen Schüler kamen in die Dörfergemeinschaftsschule Hansühn. Das alte Schulgebäude wird heute privat genutzt. Am 17. Januar 1907 wurde auf Wunsch der Gutsherrschaft die Freiwillige Feuerwehr Döhnsdorf-Wasbuck gegründet. Nach 1928 bildeten Döhnsdorf, Weißenhaus, Friederikenhof und Wasbuck die Landgemeinde Weißenhaus. Gegen Ende des Zweiten Weltkrieges wurden Bewohner aus Kiel und Hamburg im Ort einquartiert, so stieg die Schülerzahl bis Ende April 1945 auf 90.
1993 wurde eine Dorferneuerung zu einem Kostenaufwand von 4,8 Millionen DM abgeschlossen. Sie umfasste unter anderem eine zentrale Ortsentwässerung, den Ausbau der Dorfstraße und den Ausbau des Kanalnetzes. Einige der kulturhistorisch interessanten Gebäude entlang der Dorfstraße wurden mit Informationstafeln versehen.

## Einwohnerzahl
Laut einer Volkszählung von 1803 betrug die Einwohnerzahl 197 Personen, verteilt auf 45 Familien. Bis 1860 wuchs die Einwohnerzahl auf 279 Personen, verteilt auf 57 Familien und 27 Gebäuden. Heute (2018) wohnen 175 Personen in Döhnsdorf, das damit die drittgrößte Bevölkerungsdichte innerhalb der Gemeinde Wangels hat.

## Bilder

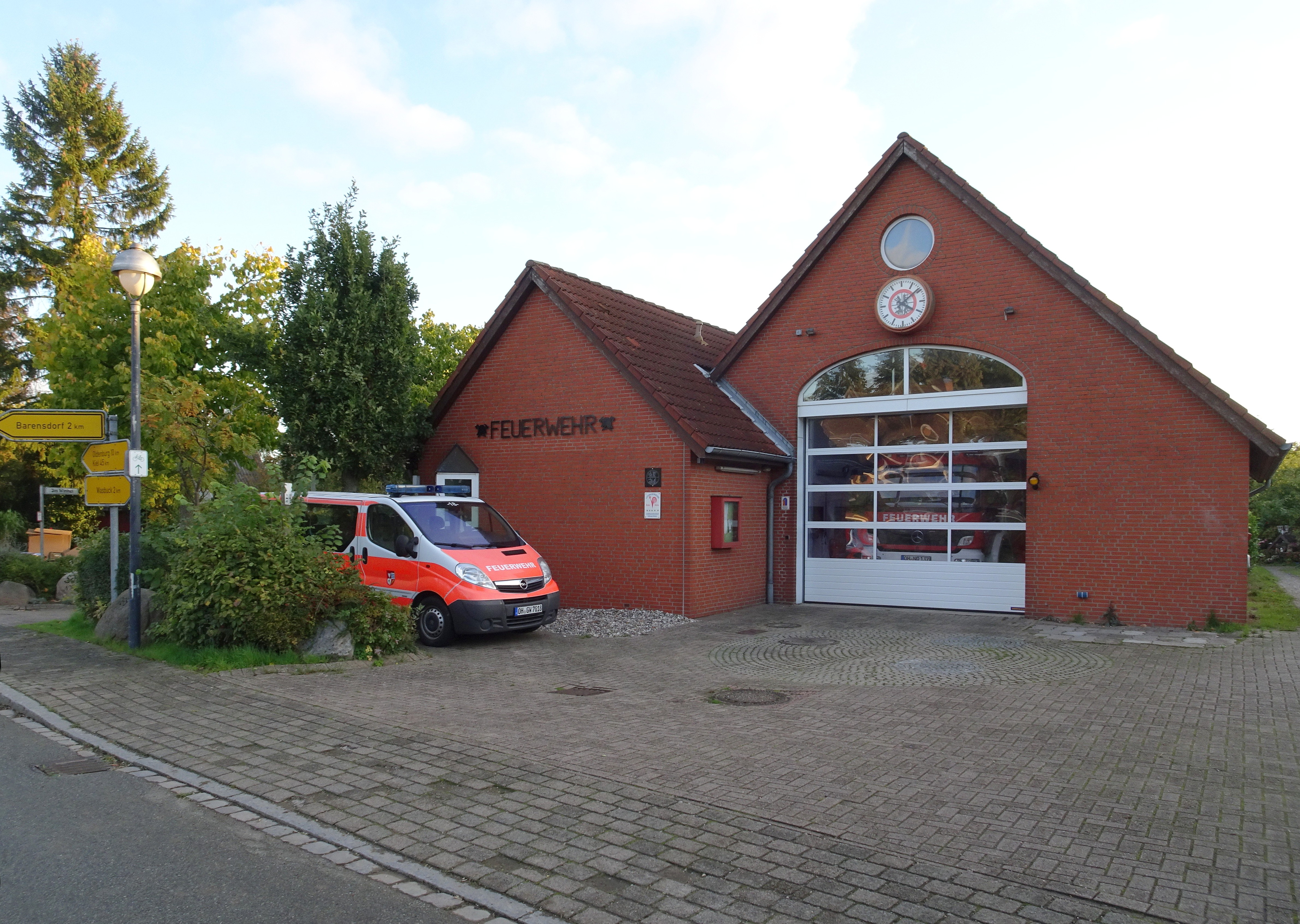
Döhnsdorf, freiwillige Feuerwehr
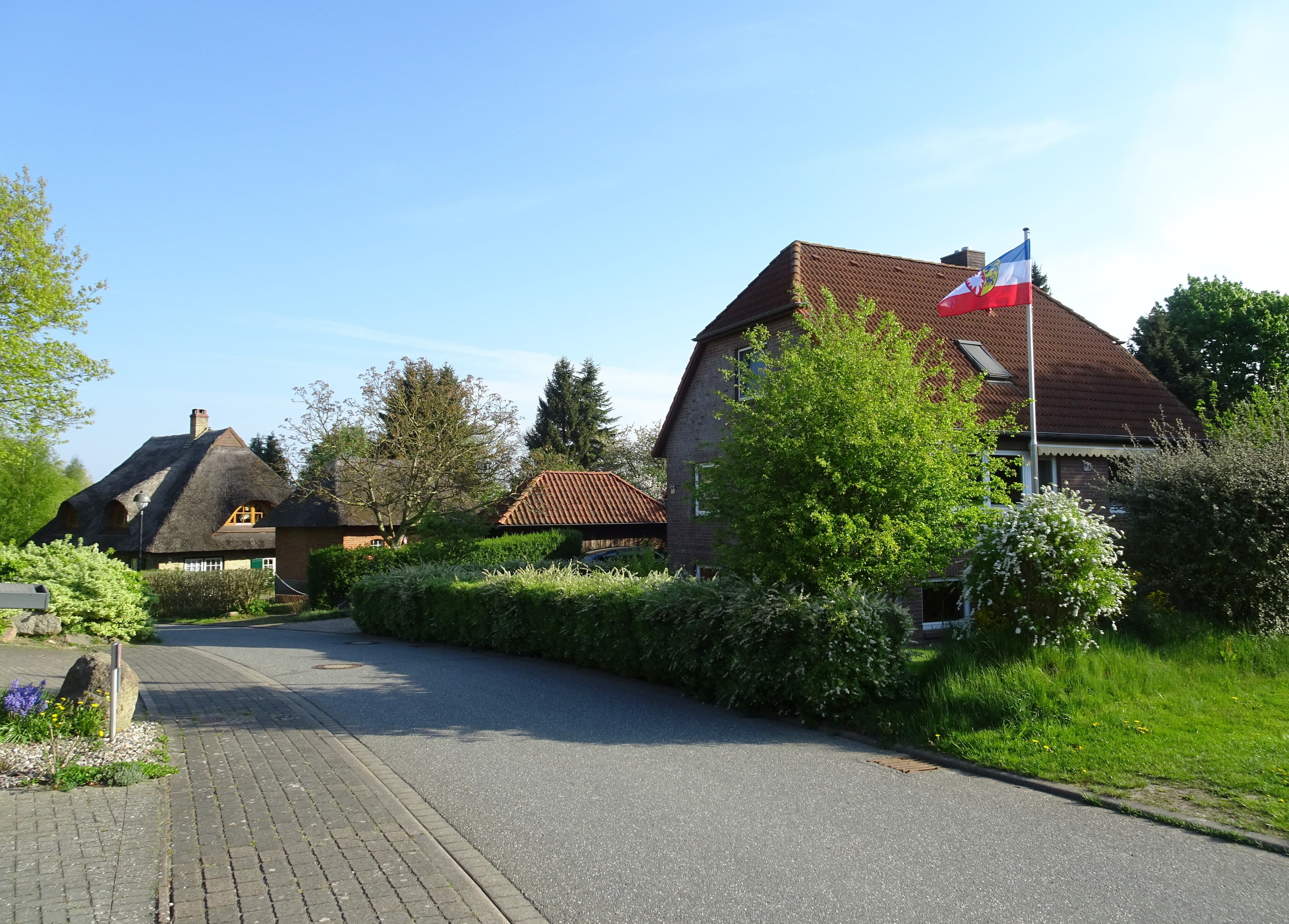
Döhnsdorf „Im Winkel“
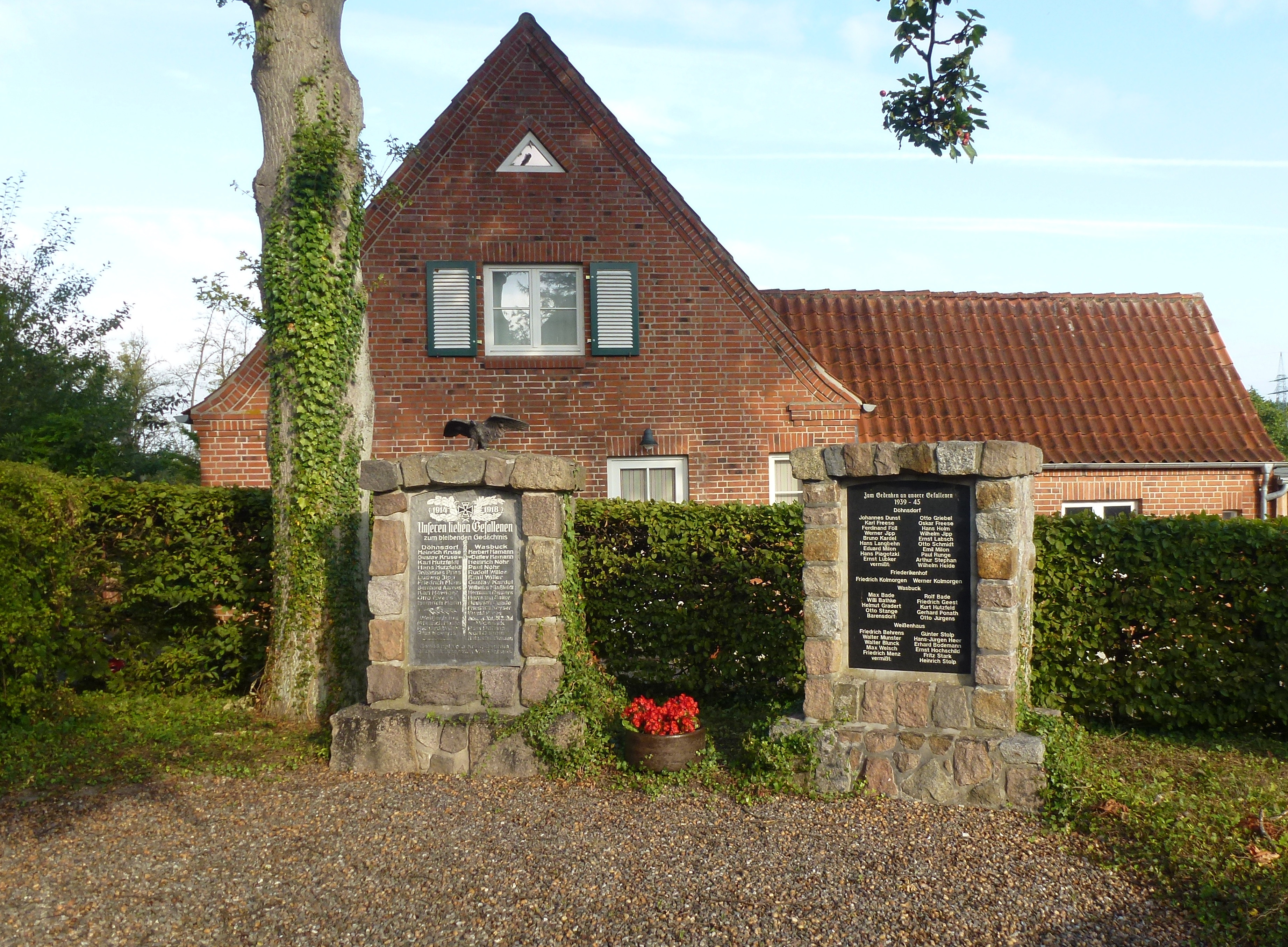
Döhnsdorf, Gedenkstätte für die Gefallenen im Ersten und Zweiten Weltkrieg
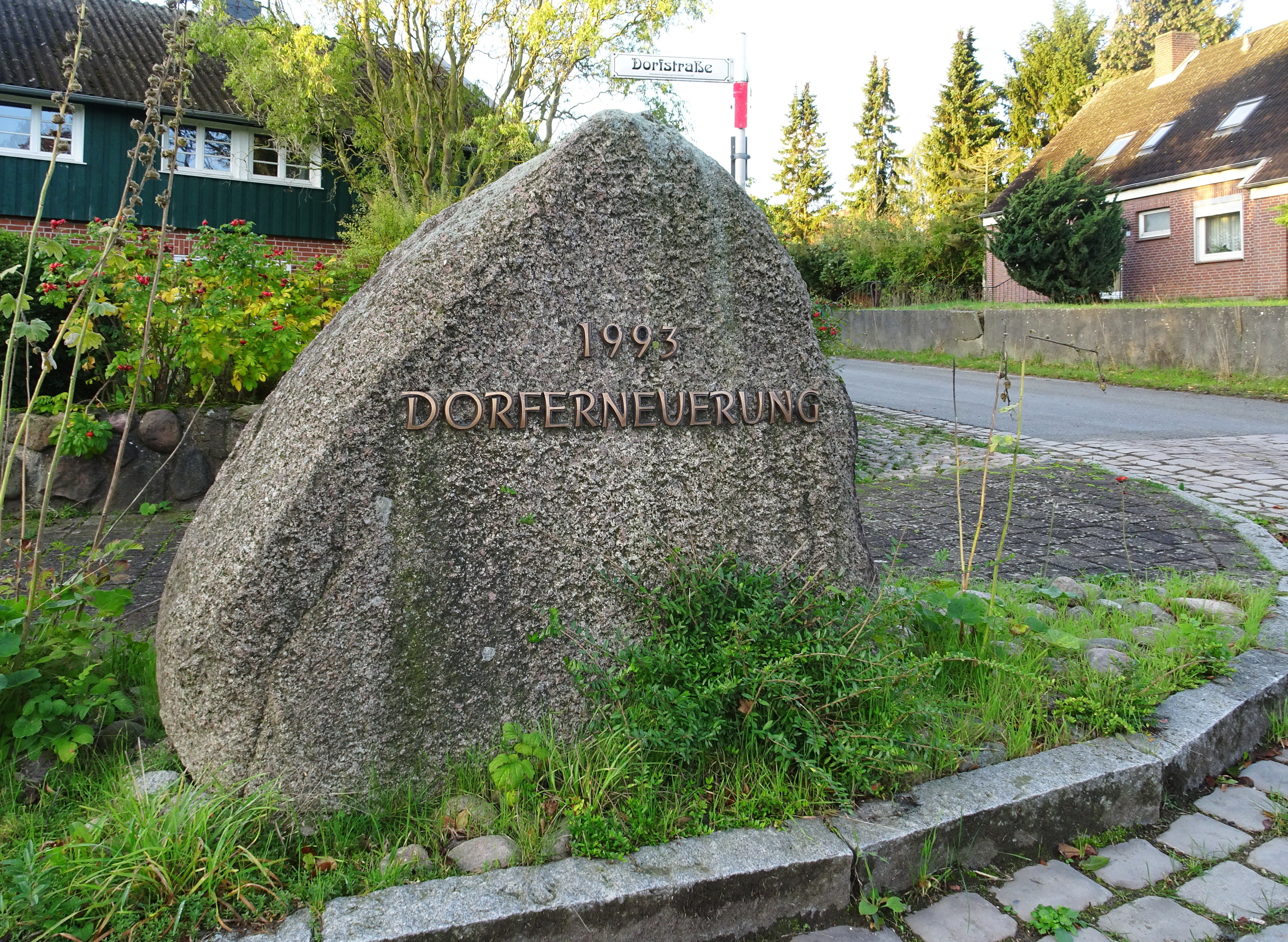
Döhnsdorf „Dorferneuerung 1993“
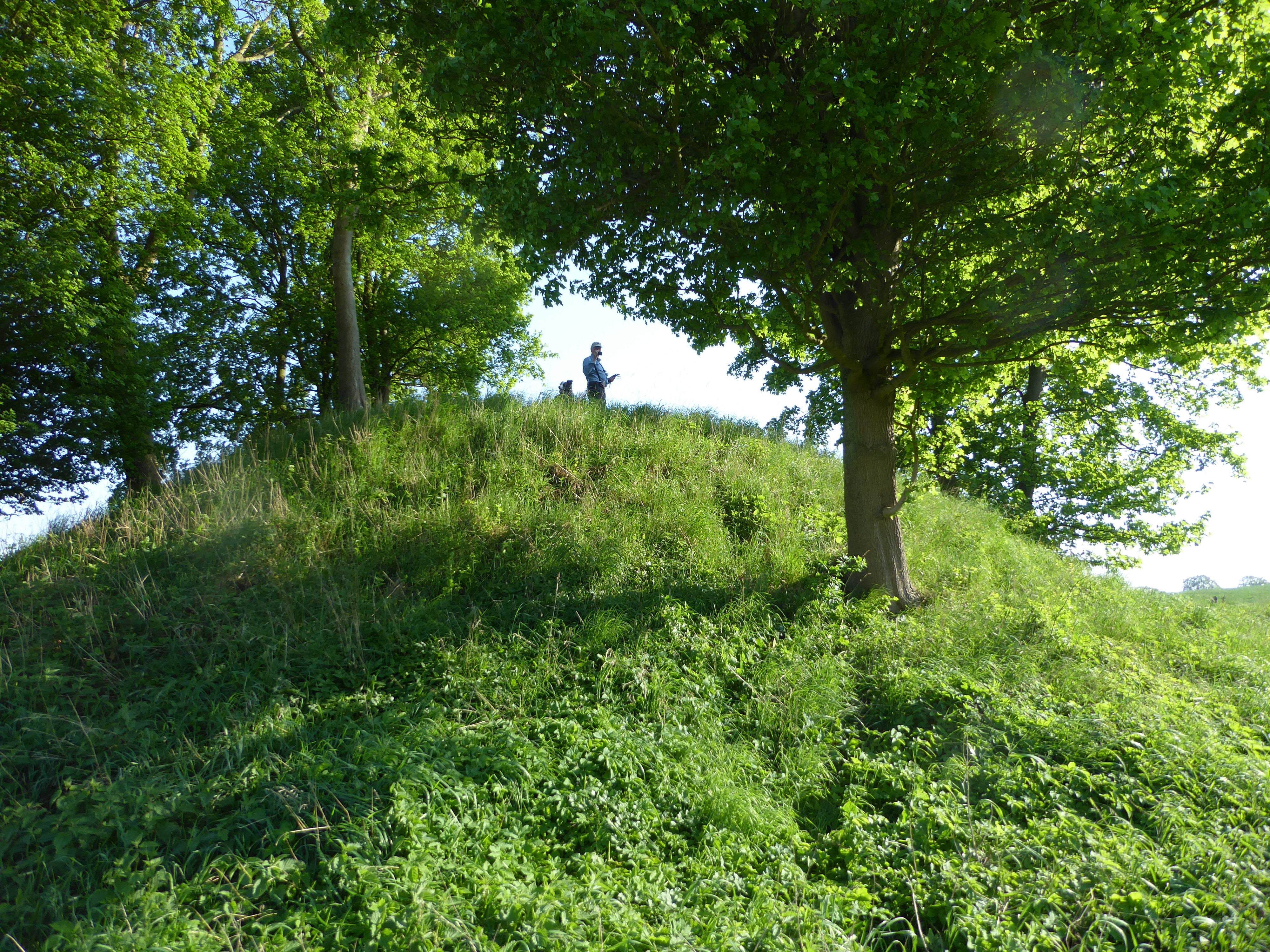
Döhnsdorfer Burghügel

## Belege
- Döhnsdorfet Heimats- und Geschichtsverein: Der Name Döhnsdorf
- Döhnsdorfet Heimats- und Geschichtsverein: Geschichte des Dorfes Döhnsdorf
- Informationstafeln in Döhnsdorf, gestaltet vom Döhnsdorfet Heimats- und Geschichtsverein